# Oxidercia toxea
Oxidercia toxea är en fjärilsart som beskrevs av Druce. Oxidercia toxea ingår i släktet Oxidercia och familjen nattflyn. Inga underarter finns listade i Catalogue of Life.

## Bildgalleri

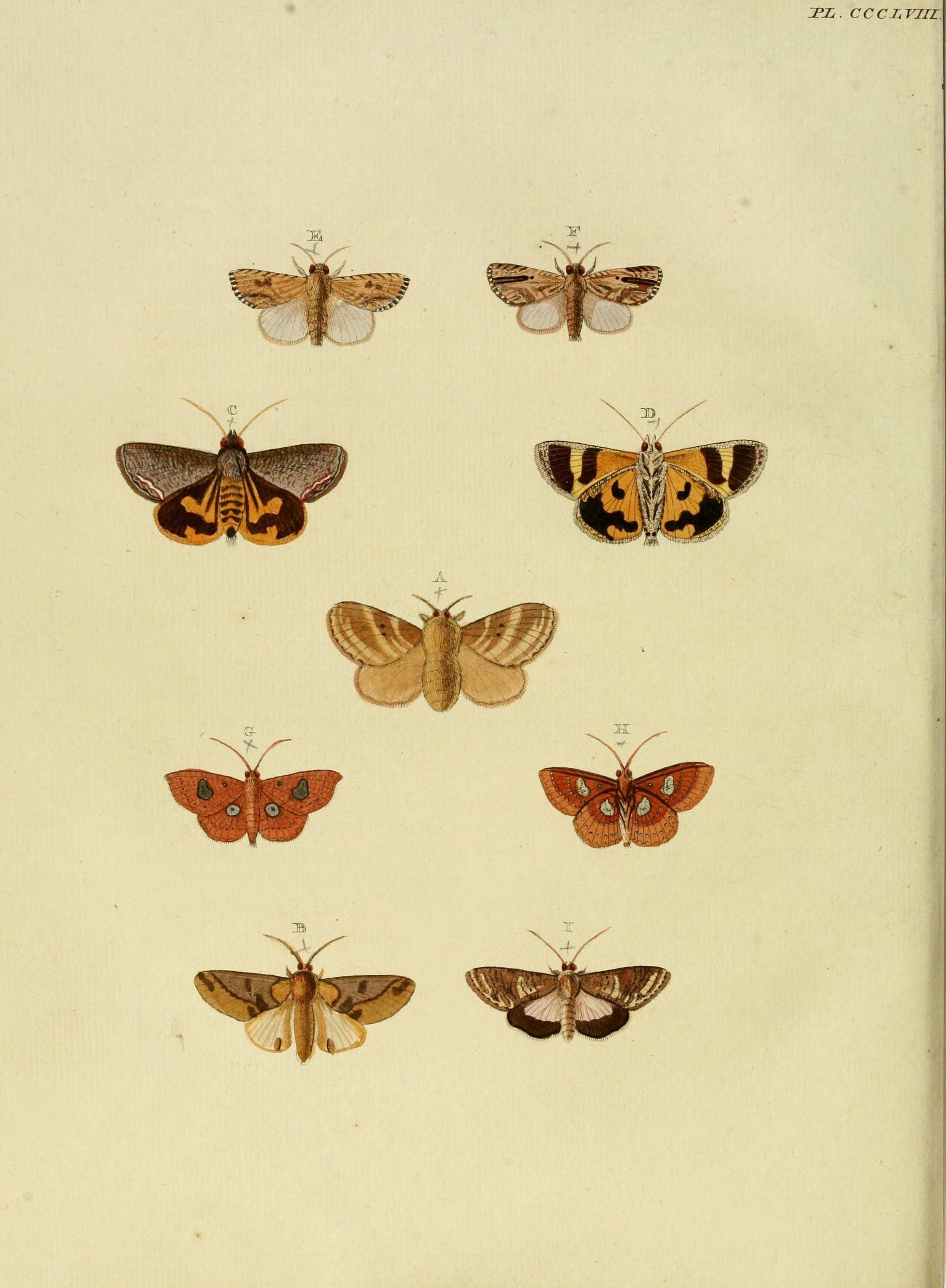